# Мартинес Берроа, Федерико Андрес
Федери́ко Андре́с Марти́нес Берро́а (исп. Federico Andrés Martínez Berroa; родился 28 февраля 1996 года, Монтевидео) — уругвайский футболист, полузащитник клуба «Леон».

## Клубная карьера
Мартинес — воспитанник столичного клуба «Ливерпуль». 6 декабря 2015 в матче против столичного «Насьоналя» он дебютировал в уругвайской Примере. 26 августа 2017 года в поединке против «Пеньяроля» Федерико забил свой первый гол за «Ливерпуль». 4 мая 2019 года в матче против «Бостон Ривер» он сделал хет-трик. В начале 2020 года Мартинес на два года был арендован аргентинским «Росарио Сентраль». 2 марта в матче против «Арсенала» из Саранди он дебютировал аргентинской Примере.

## Международная карьера
В 2019 году в составе олимпийской сборной Уругвая Мартинес принял участие в Панамериканских играх в Перу. На турнире он сыграл в матчах против команд Перу, Аргентины, Ямайки, Гондураса и Мексики.